# Емма Дюмон
Емма Ноель Робертс (англ. Emma Noelle Roberts, нар. 15 листопада 1994, Сіетл, Вашингтон), більш відома як Емма Дюмон (англ. Emma Dumont)
 — американська акторка, модель і танцівниця.

## Біографія
Дюмон народилася і провела дитинство у Сіетлі. Навчалася у Вашингтонській середній школі, потім у середній школі ім. Гарфілда, перш ніж перейти на домашнє навчання через заняття моделюванням та акторською майстерністю. Також навчалася в середній школі мистецтв округу Оріндж у Санта-Ані.
Емма почала займатися балетом у три роки в Тихоокеанській Північно-Західній балетній школі, потім у Корнуолському коледжі мистецтв та танцювально-акторській школі «Спектр» зі стажуваннями до Американського театру балету, балетної школи Джоффрі та Московської академії хореографії.
Дебютувала у театрі у шість років у рідному Сіетлі. Навчалася 4 курси у театрі на П'ятій авеню
У 2013 році брала участь у FIRST Robotics Competition у Бербанку. Дюмон потрапила до списку декана на регіональному конкурсі з робототехніки у Лос-Анджелесі. Виступала на чемпіонаті світу 2013.
У 15 років почала займатися катанням на роликових ковзанах. Брала участь у тренувальних програмах Los Angeles Derby Dolls. Епізод з катанням був показаний у серіалі «Балерини».
В 2024 році акторка здійснила камінг-аут заявивши, що ідентифікує себе як трансмаскулінна небінарна особа. Також в соцмережах змінила своє ім'я на «Нік Дюмон».

## Особисте життя
У грудні Емма Дюмон заявила, що ідентифікує себе як трансмаскулінна небінарна особа. Проте її робоче імя лишиться Емма Дюмон.

## Фільмографія
| Рік       |   | Українська назва            | Оригінальна назва   | Роль                                               |
| --------- | - | --------------------------- | ------------------- | -------------------------------------------------- |
| 2009      | ф | Справжні юнаки              | True Adolescents    | Кара                                               |
| 2009      | ф | Дорогий лимонний Ліма       | Dear Lemon Lima     | Келлі                                              |
| 2011      | ф | Метро                       | Metro               | Дженніфер Муллінз                                  |
| 2012      | ф | Ніхто не йде                | Nobody Walks        | Іма                                                |
| 2012—2013 | с |                             | Bunheads            | Мелані «Мел» Сігал (18 епізодів)                   |
| 2014      | ф | Виснаження                  | Thinspiration       | Кайден                                             |
| 2014      | ф | Вроджена вада               | Inherent Vice       | Цінія                                              |
| 2014      | ф | Порятунок                   | Salvation           | Наталі Томпсон                                     |
| 2015—2016 | с | Водолій                     | Aquarius            | Емма Карн (24 епізоди)                             |
| 2016      | с | Фостери                     | The Fosters         | Саша (епізод "Girl Code")                          |
| 2017      | с | Чарівники                   | The Magicians       | біла леді (епізод "The Flying Forest")             |
| 2017      | с | Милі ошуканки               | Pretty Little Liars | Кетрін Дейлі (епізод "Playtime")                   |
| 2017—2019 | с | Обдаровані                  | The Gifted          | Лорна Дейн / Поляріс (29 епізоди)                  |
| 2019      | ф | Що нас чекає                | What Lies Ahead     | Джесіка                                            |
| 2019      | с | Всім встати!                | All Rise            | Фібі (епізод "Devotees in the Courthouse of Love") |
| 2021      | ф | Поворот не туди 7: Спадщина | Wrong Turn          | Мілла Ді Анджело                                   |
| 2021      | ф | Лакрична піца               | Licorice Pizza      | Бренда                                             |
| 2023      | ф | Оппенгеймер                 | Oppenheimer         | Джекі Оппенгеймер                                  |